# Королівські стежки (Варшава)
Королі́вські Лазе́ньки (дослівна назва через призначення палацу як купальні на озері), Лазє́нки, Лазє́нковський парк (пол. Łazienki Królewskie, Łazienki, Park Łazienkowski) — палацо-парковий комплекс у Варшаві, що вирізняється чисельними пам'ятками в стилі класицизму, заснований у XVIII столітті польським королем Станіславом Августом Понятовським, спланований королівськими архітекторами: Домініком Мерліні, Яном Крістіаном Камзецером і Яном Крістіаном Шухом.
Нині парк слугує тим самим потребам, що й за часів монархії. Тут відбуваються різноманітні культурні, наукові, дозвіллєві й спортивні імпрези та заходи. Лазєнки є улюбленим місцем прогулянок варшавських містян. Задля безпеки малих дітей у парку заборонено ковзатися на роликах, скейтах, кататися на велосипедах. Поблизу парку знаходиться Ботанічний сад Варшавського університету, який не оминають увагою відвідувачі променади та не лише вони, студенти також із приємністю проводять там свій час.

## Музей «Королівські Лазеньки»
Музей відкрито для відвідування 1960 року. Протягом 48 років його очолював проф. Марек Квятковський. У січні 2009 року призначено нового директора др. Пшемислава Новоґурського, який заступив на посаді виконуючого обов'язки директора Яцека Чечота-Ґаврака.

## Змалювання парку
- Головний вхід від вулиці Алея Уяздовська поряд з Бельведером.
- Ліворуч від головного входу, над ставочком, стоїть найвідоміший у світі пам'ятник Фридерикові Шопену (авторства Вацлава Шимановського). Влітку, на свіжому повітрі, там організовуються концерти на яких лунає музика цього геніального композитора.
- Прямуючи далі по алеї обабіч пам'ятника Ф. Шопену доходиш до Старої помаранчарні з оранжереєю і залою королівського театру.
- Поблизу помаранчарні знаходиться т. зв. Біла хатка, в якій на початку XIX століття, у вигнанні, мешкав майбутній французький король Людовік XVIII.
- Палац Лазєнковський, інакше Палац на воді, спершу слугував маґнацькою резиденцією, а з кінця XVIII століття — королівською, є вартою уваги пам'яткою в стилі класицизму (архітектори Доменіко Мерліні і Ян Крістіан Камзецер). Багатий інтер'єр було реконструйовано після воєнних втрат.
- З палацом сусідить літній Театр на Виспі (заснований 1790 року), стилізований під античні руїни (архітектор Ян Крістіан Камзецер).
- Біля північного виходу з парку на вул. Аґріколя знаходиться будівля колишньої школи підхорунжих (пов'язана з листопадовим повстанням).
- Поблизу південного входу розташовано мініполе для гольфу, клуб верхової їзди і одна з найпрестижніших ресторацій польської столиці — «Бельведер». У колишніх оранжереях, що розташовані неподалік, частенько організовують виставки на різноманітні теми. В одній з оранжерей зосереджено виробництво традиційних і декоративних тканин за допомогою старосвітських дерев'яних верстатів.

## Об'єкти архітектури
- Палац Лазєнковський
- Амфітеатр
- Біла хатка
- Стара кордеґарда
- Нова кордеґарда
- Водозабір
- Школа підхорунжих
- Палац Мишлєвіцький
- Стара помаранчарня
- Нова помаранчарня
- Божниця Сивілли
- Божниця єгипецька
- Бельведер у Варшаві
- Замок Уяздовський
- Стайні кантоністів

## Галерея

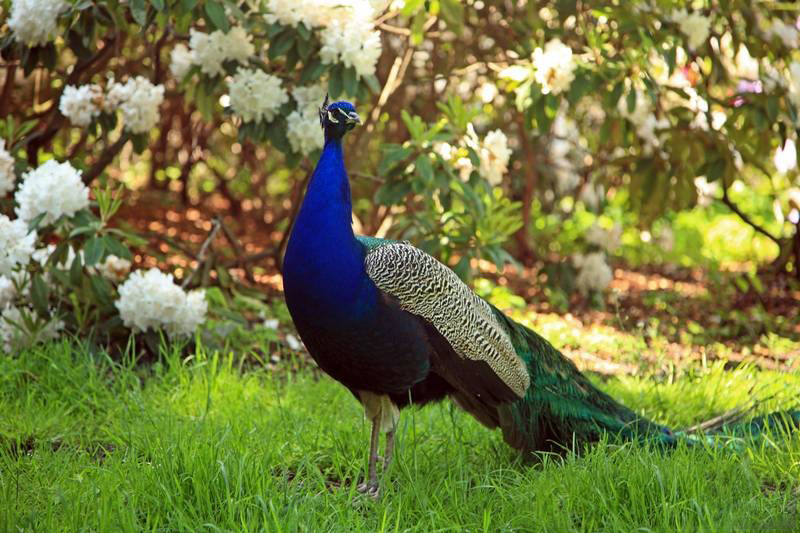
Парковий павич
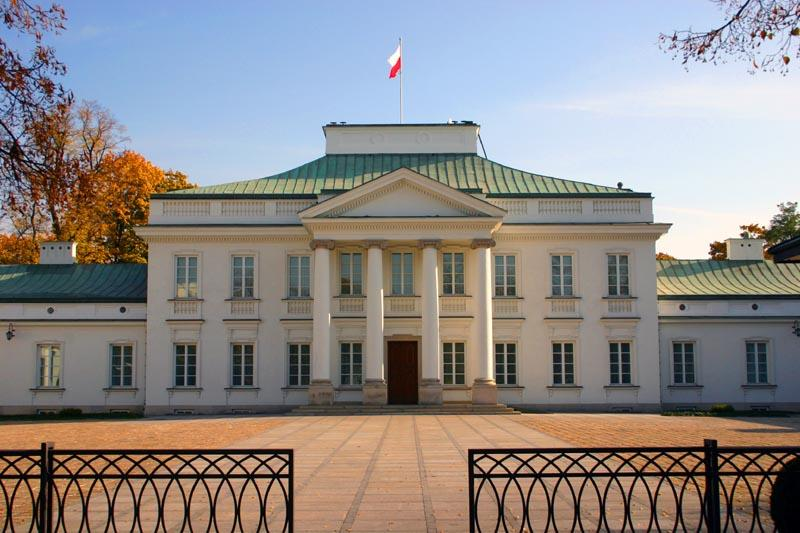
Варшавський Бельведер
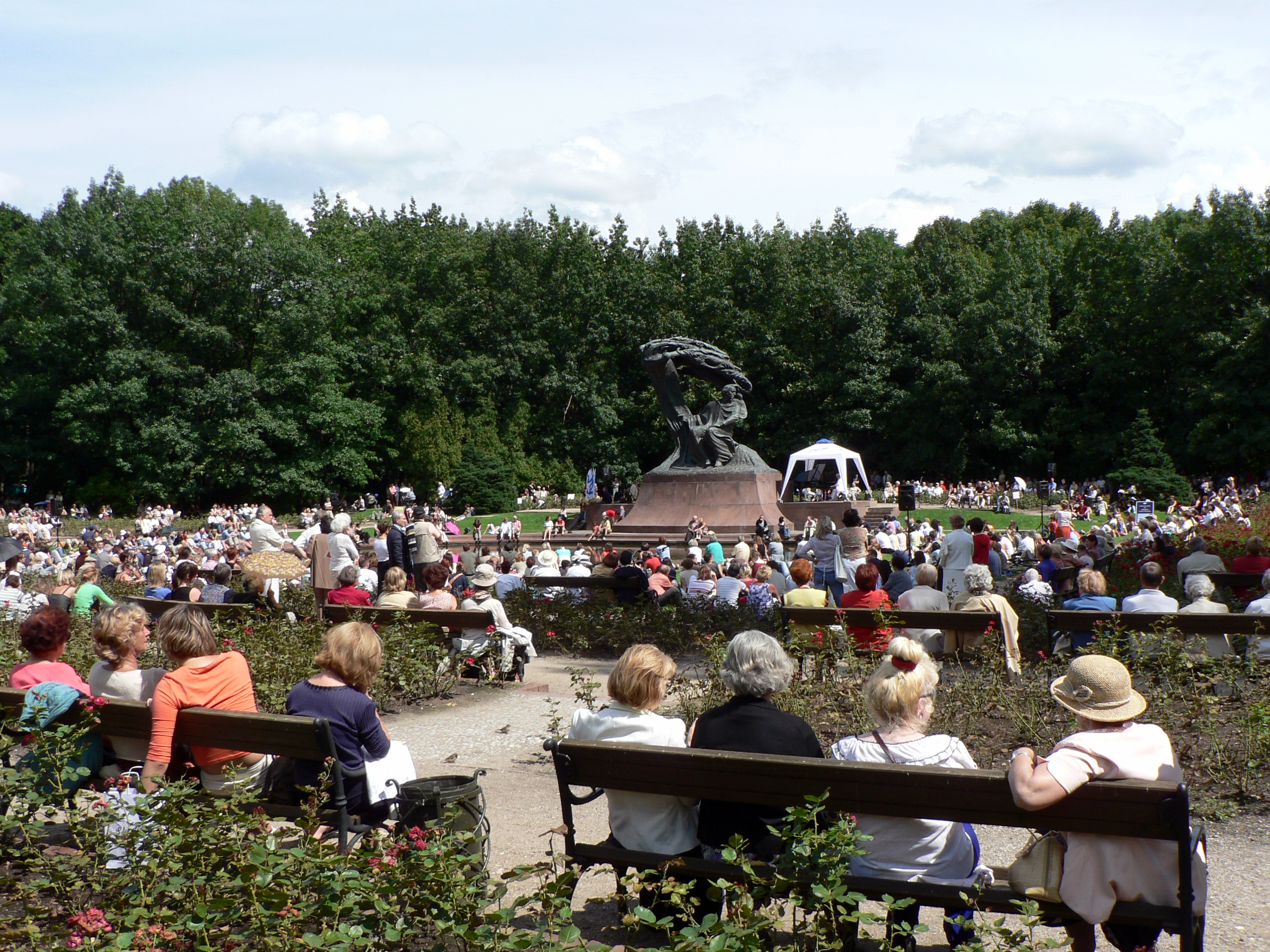
Під час концерту для фортепіано біля пам'ятника Ф. Шопенові
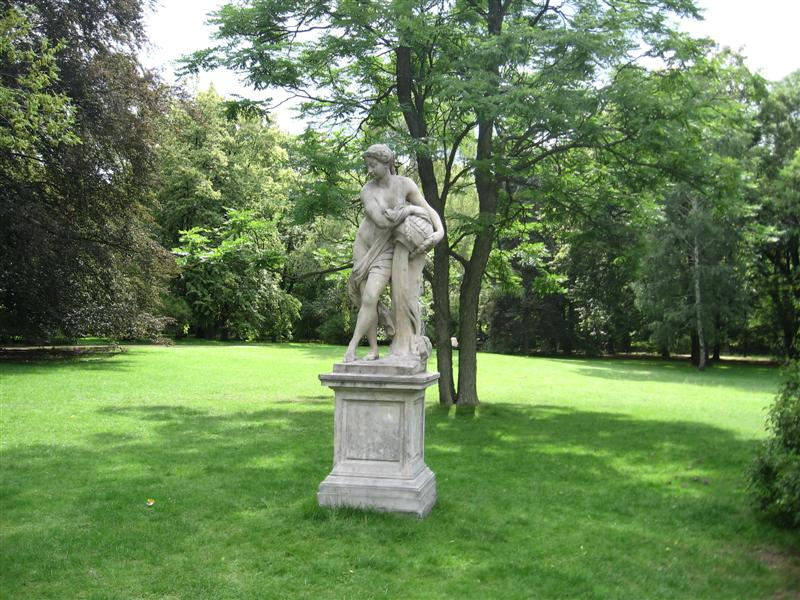
Паркова скульптура
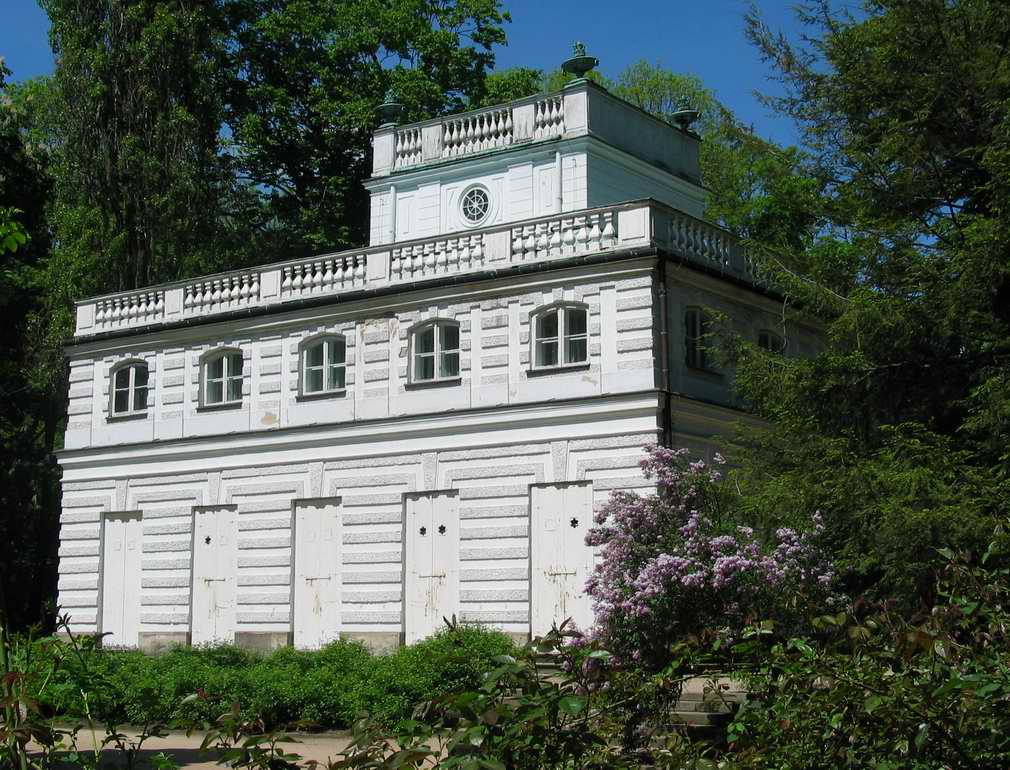
Біла хатка
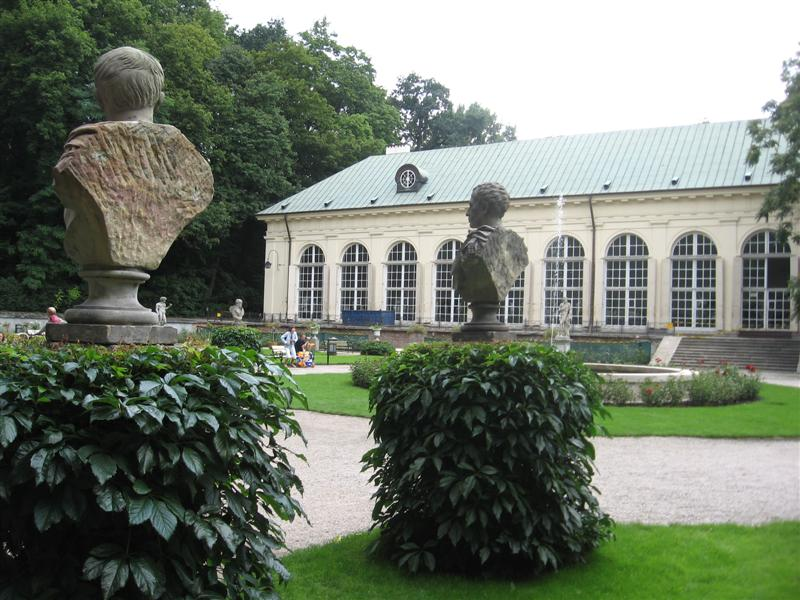
Стара помаранчарня
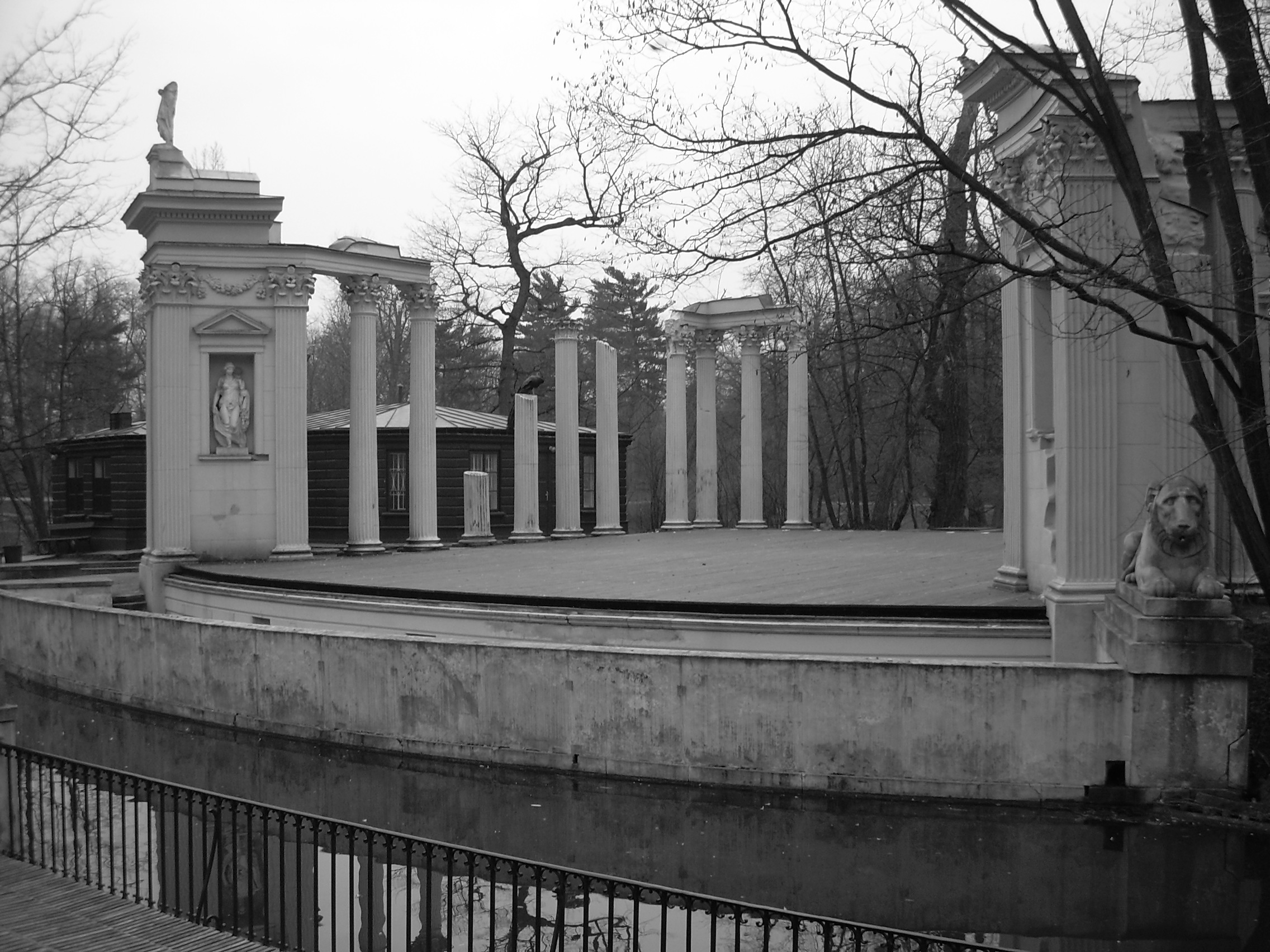
Театр на Виспі
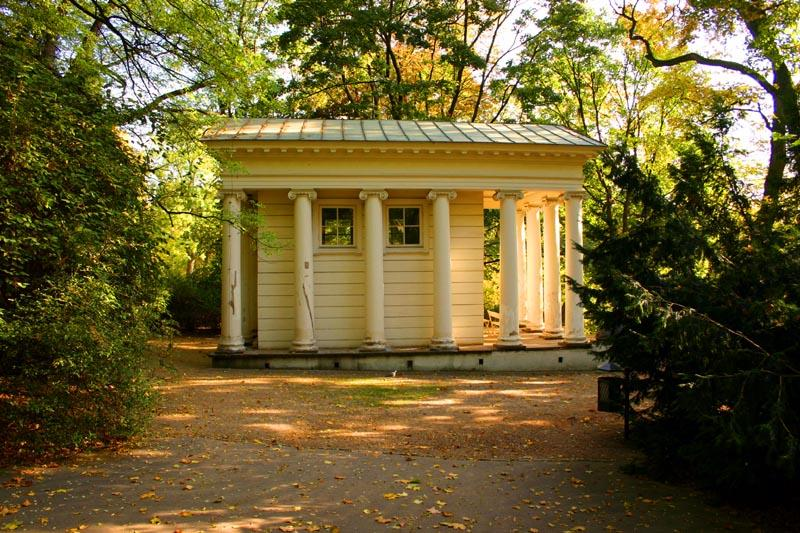
Божниця Сивілли